# إلمر فوستر
إلمر فوستر (بالإنجليزية: Elmer Foster) هو لاعب كرة قاعدة أمريكي، ولد في 15 أغسطس 1861 في منيابولس في الولايات المتحدة، وتوفي في 22 يوليو 1946 في ديفافين في الولايات المتحدة.

## وصلات خارجية
- إلمر فوستر على موقعبيزبول رفرنس.كوم (الدوري الرئيسي) (الإنجليزية)
- إلمر فوستر على موقعبيزبول رفرنس.كوم (الدوري الثانوي) (الإنجليزية)